# Académie Libre
Académie Libre var en svensk konstskola i Stockholm.
Académie Libre grundades av konkretistiska konstnärer 1946 och drevs fram till 1957. Bland lärarna märks Lennart Rodhe och Pierre Olofsson. Under den sista perioden var Georg Suttner och Evert Lundquist huvudlärare. 